# Franciszek Suchodolski (miecznik mielnicki)
Franciszek Suchodolski herbu Pobóg – miecznik mielnicki w latach 1647-1651.
Podpisał pacta conventa Jana II Kazimierza Wazy w 1648 roku.